# Cittadella (Malta)
Cittadella (malt. Iċ-Ċittadella), znana również jako Citadel, jest to małe ufortyfikowane miasto z cytadelą, leżące w centrum Rabatu (Victoria) na wyspie Gozo, Malta. Teren ten był zasiedlony od epoki brązu, a w czasach Średniowiecza znany był jako Gran Castello.
W 1998 roku Cittadella została umieszczona na maltańskiej liście informacyjnej UNESCO.

## Historia

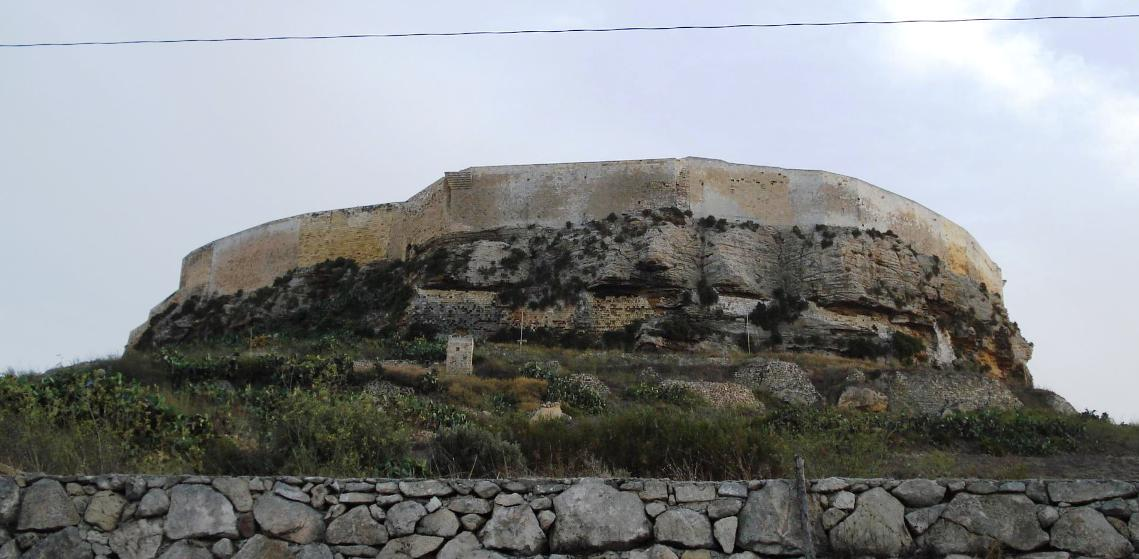
Północny mur Cittadelli, datowany na XV w.

### Czasy antyczne
Pozostałości archeologiczne dowodzą, że teren aktualnie zajmowany przez Cittadellę, był po raz pierwszy zasiedlony w czasie epoki brązu. Osada została później rozbudowana przez Fenicjan, a w czasach Cesarstwa Rzymskiego stała się akropolem miasta znanego jako Glauconis Civitas.

### Okres średniowieczny i rządy Joannitów
W okresie Średniowiecza osadnictwo przeniosło się do Cittadelli, która zaczęła być nazywana Gran Castello. Z czasem Cytadella stała się za mała dla rosnącej populacji, i u podnóża południowych murów Cittadelli rozrosło się przedmieście Rabat. W XV w., podczas rządów Królestwa Aragonii, fortyfikacje miasta zostały wzmocnione. Mury, które otaczały miasto, służyły głównie ludności wiejskiej do ochrony przed piratami, którzy napadali wyspy Maltańskie w celu zdobycia niewolników.
Największy z takich napadów miał miejsce w lipcu 1551 r., kiedy 10 000 Turków osmańskich najechało Gozo i oblegało Cittadellę. Miasto, będące pod kontrolą gubernatora Gelatiana de Sessy, skapitulowało po kilku dniach ostrzału. Ludność Gozo, w ilości 5000-6000, schroniła się wcześniej w Cittadelli, i po jej zdobyciu została uprowadzona przez korsarzy. Jedynie jeden zakonnik i 40 starców, których piraci oszczędzili, oraz około 300 osób, którym udało się uciec przez mury miasta, uniknęli uprowadzenia w niewolę.
Po inwazji, zniszczone fortyfikacje miasta zostały naprawione, lecz nie ulepszone. W późnych latach XVI wieku, dwóch architektów – Giovanni Rinaldini i Vittorio Cassar, wysunęli wniosek o odnowienie miasta. Począwszy od roku 1599, kompletnie przebudowano wejście i południowe mury, co zmieniło miasto z małego zamku w silną fortecę. W roku 1603 prace osiągnęły zaawansowany poziom, a całość przebudowy została ukończona w roku 1622. Z przeciwnej, północnej strony, mury twierdzy pozostały w swoim oryginalnym średniowiecznym kształcie. W mieście zbudowano kilka bastionów, nadszańców, baterii i prochowni.
Mieszkańcy Gozo pozostawali w murach Cittadelli pomiędzy zmierzchem i świtem aż do 15 kwietnia 1637, gdy zniesiono ten nakaz. Miasto było jedynym ufortyfikowanym miejscem ucieczki mieszkańców w razie ataku na wyspę, aż do XVIII w., kiedy zbudowano Fort Chambray.
W XVII w. krytykowano skuteczność obronną murów Cittadelli. W roku 1645 powstał plan zburzenia miasta, Zrobiono podkopy do umieszczenia ładunków wybuchowych pod bastionami, aby zniszczyć je w razie potrzeby. Na szczęście, nigdy do tego nie doszło.

### Okupacja francuska i rządy brytyjskie
W czerwcu 1798 roku, wyspy Maltańskie zostały okupowane przez Francuzów, lecz Maltańczycy wywołali powstanie po kilku miesiącach rządów francuskich. Mieszkańcy Gozo powstali 3 września, i garnizon francuski wycofał się do Cittadelli, gdzie skapitulował, po negocjacjach, 28 października. Dzień później, Brytyjczycy przekazali kontrolę nad Cittadellą mieszkańcom Gozo, którzy ustanowili rząd tymczasowy z Saverio Cassarem na czele, i obwołali wyspę jako niezależne państwo La Nazione Gozitana.
Fortyfikacje Cittadelli zostały opuszczone przez Brytyjczyków w dniu 1 kwietnia 1868 roku. Fortyfikacje Cittadelli oraz ruiny budynków wewnątrz miasta zostały wpisane na Listę Zabytków 1925.

### Współcześnie

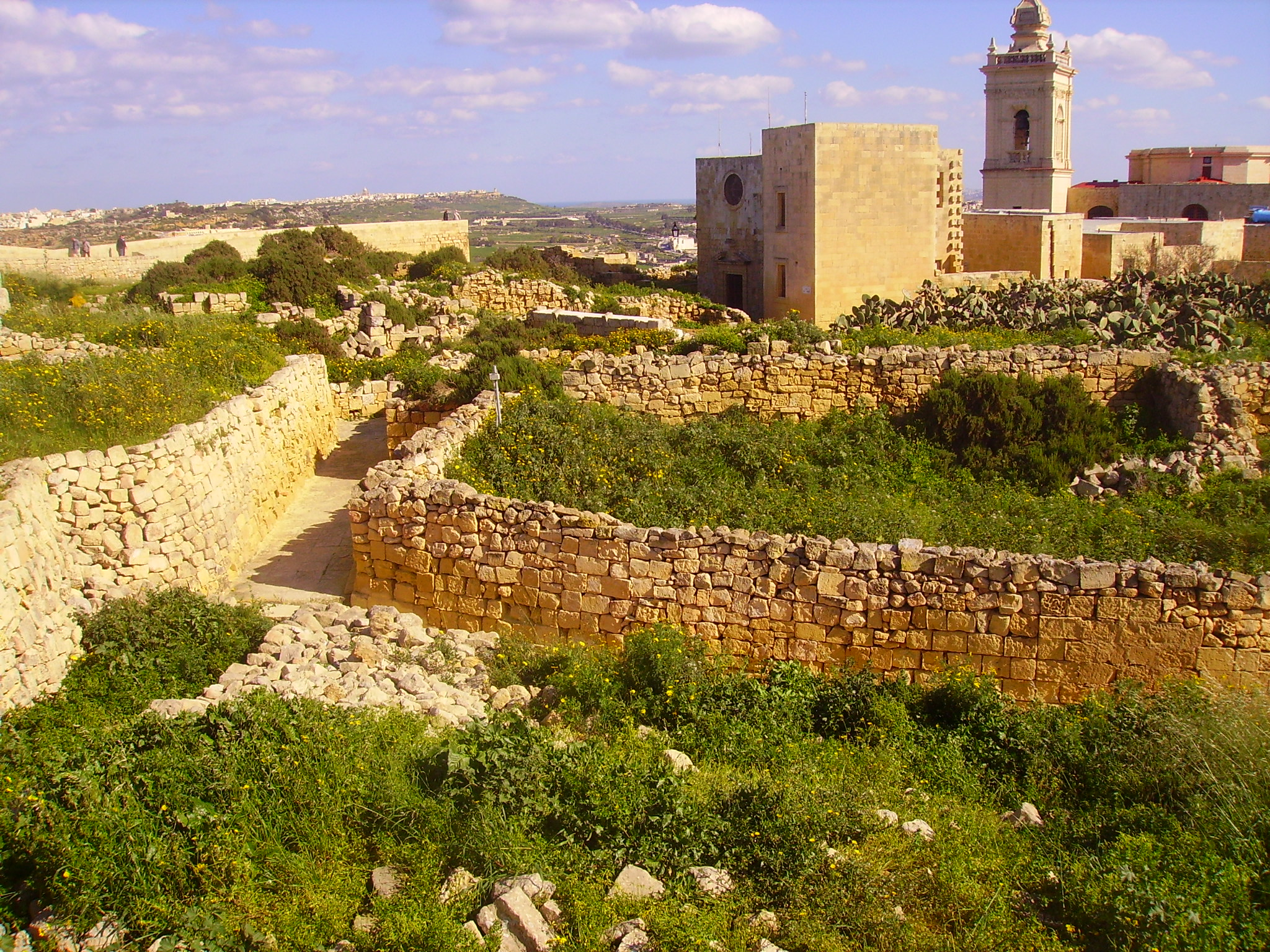
Ruiny budynków wewnątrz Cittadelli

Fortyfikacje Cittadelli, włącznie z częścią średniowiecznego systemu obronnego, są nienaruszone. Południowa część miasta, gdzie znajduje się katedra i inne budynki, jest również w dobrym stanie, lecz północna część jest w większości w ruinie. Wiele z tych ruin pochodzi z czasów średniowiecznych, i znajdują się w nich zabytki archeologiczne.
Pierwsze plany odnowienia Cittadelli powstały w roku 2006, jako część projektu odnowienia fortyfikacji Valletty, Birgu i Mdiny na głównej wyspie Malcie. Prace rozpoczęły się w roku 2006 i ciągle trwają.
Podczas prac restauracyjnych wydobyto na powierzchnię wiele różnych detali architektonicznych oraz pozostałości archeologicznych, wliczając w to pierwotne wejście do miasta.

## Opisanie miasta
Cittadella została zbudowana na cyplu lądu, górującym nad dzisiejszym miastem Rabat (Victoria). Lokalizacja ta została wybrana przez pierwszych osadników, ponieważ jest to naturalnie obronne wzgórze, dominujące nad otaczającym go terenem i dające widok na dużą część wybrzeża.

### Fortyfikacje

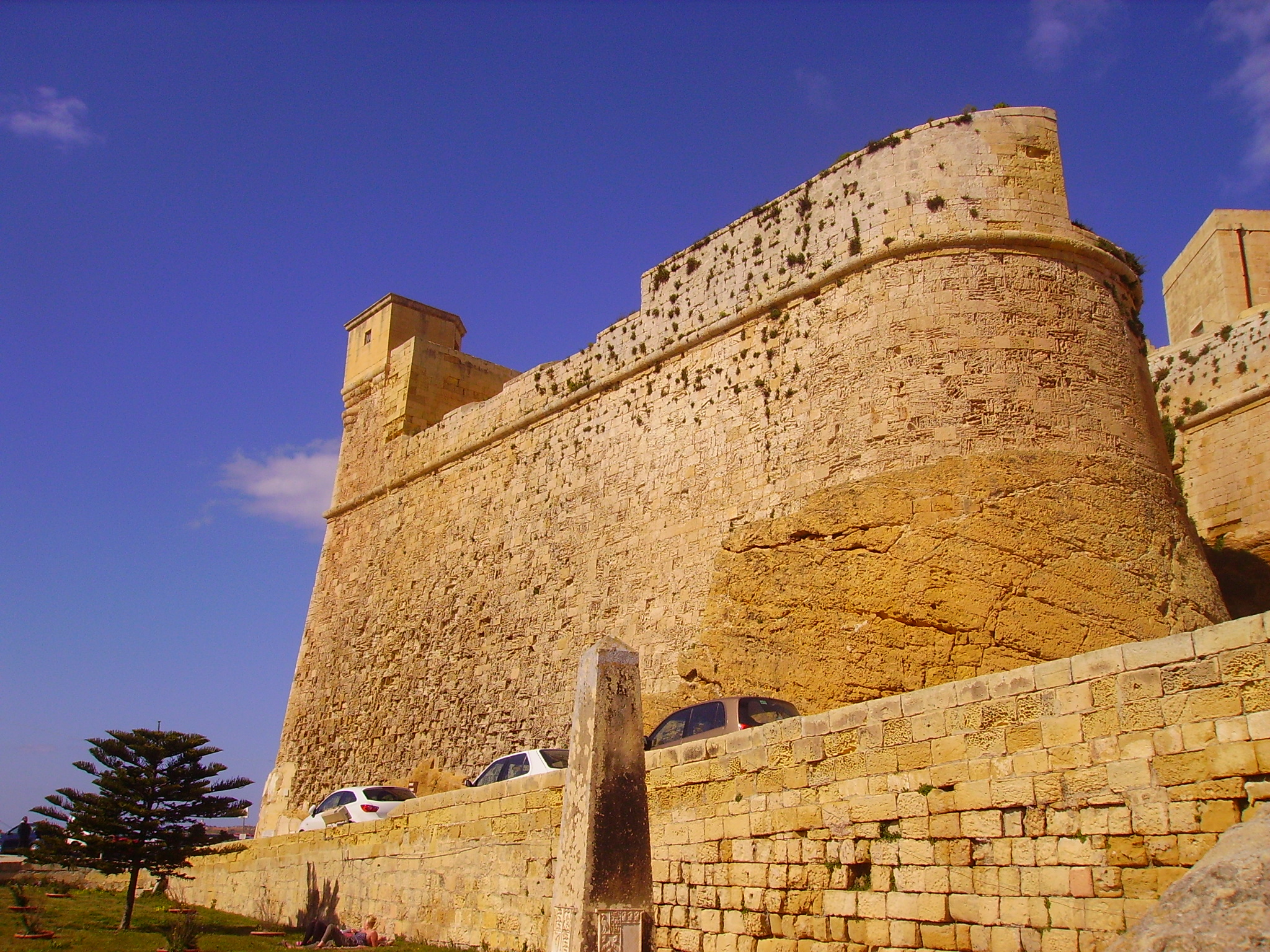
St. Martin Demi-Bastion (Półbastion św. Marcina)

Fortyfikacje miasta w większości datowane są na początek XVII wieku, kiedy zostały przebudowane przez Rycerzy Joannitów, jakkolwiek niektóre części murów miejskich są datowane na XV wiek. Na fortyfikacje istniejące dzisiaj składają się:
- Średniowieczne centrum obronne – półkoliste centrum obronne na północnej stronie Cittadelli. Jest to najstarszy fragment murów obronnych miasta, datowany na XV wiek[12].
- Bastion św. Michała (St. Michael Bastion) – duży bastion o kształcie grota ulokowany na południu miasta. Pierwotnie posiadał bartyzanę, lecz zastąpiona ona została przez wieżę zegarową[13].
- Półbastion św. Marcina (St. Martin Demi-Bastion) – półbastion ulokowany na zachodnim końcu miasta. Posiada bartyzanę z płaskim dachem[14].
- Nadszaniec św. Marcina (St. Martin Cavalier) – nadszaniec ulokowany w pobliżu półbastionu św. Marcina, i jest połączony ze średniowiecznym centrum obronnym. Niestety, w górnej części pozbawiony jest niektórych elementów architektonicznych[2][15].
- Półbastion św. Jana (St. John Demi-Bastion) – półbastion ulokowany na wschodnim końcu miasta, połączony ze średniowiecznym centrum obronnym. Posiada bartyzanę z płaskim dachem[16].
- Nadszaniec św. Jana (St. John Cavalier) – nadszaniec ulokowany blisko półbastionu św. Jana. W późniejszych czasach, na dachu półbastionu zbudowano magazyn prochu[17].
- Rawelin – mały trójkątny rawelin, ulokowany obok wejścia do miasta. Stracił większość swoich elementów kamiennych, i został przekształcony w prywatny ogród[18].
- Dolna Bateria (Low Battery) – pięcioboczna bateria artyleryjska, ulokowana blisko półbastionu św. Jana[19].

### Budynki

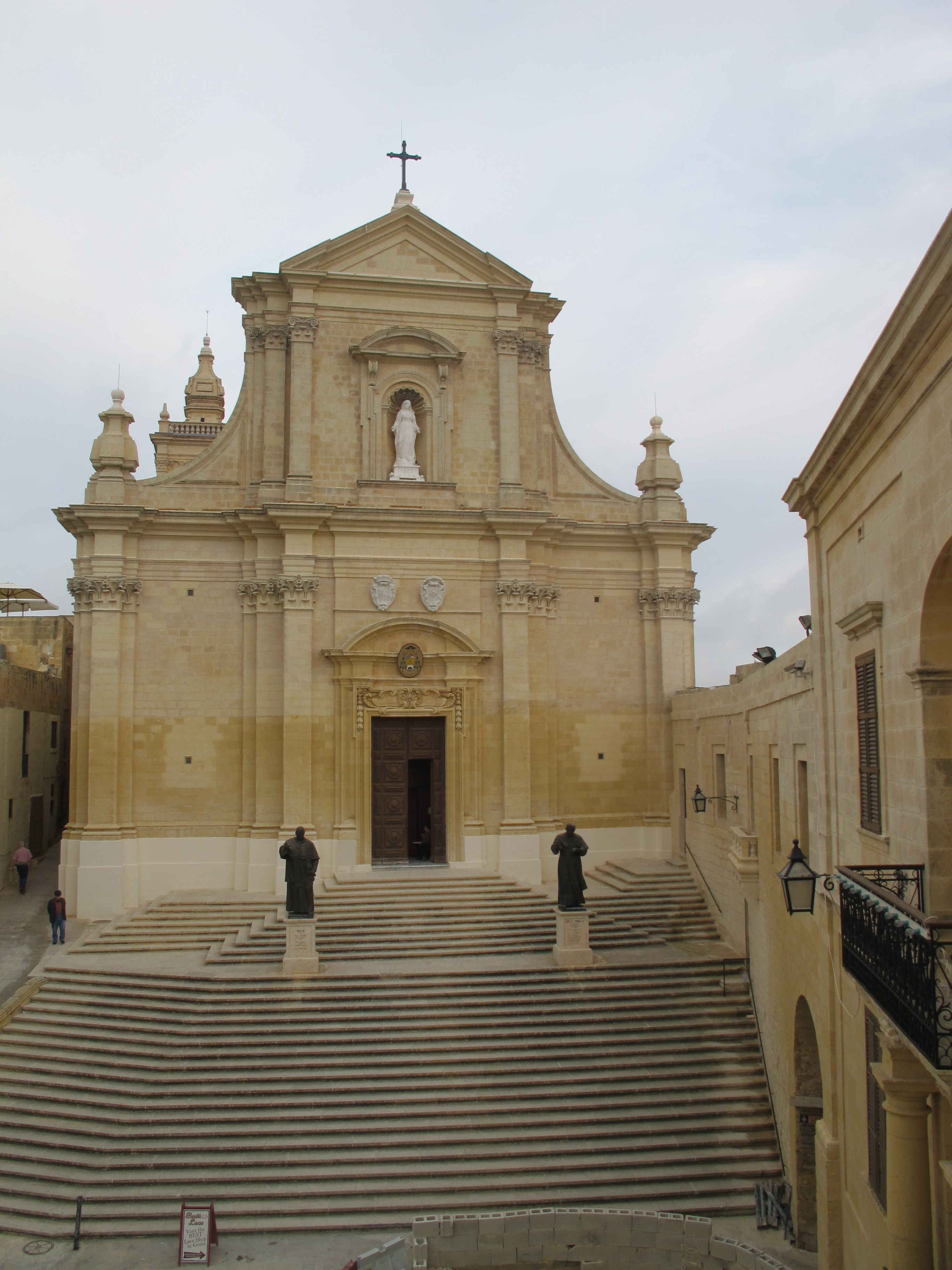
Katedra Wniebowzięcia NMP

Wewnątrz murów obronnych Cittadelli znajduje się kilka godnych uwagi budynków. Wśród nich są:
- Katedra Wniebowzięcia – barokowa katedra, mieszcząca biura katolickiej diecezji na Gozo. Została zbudowana w latach 1697–1711, jej architektem był Lorenzo Gafà, który również zbudował katedrę w Mdinie. Mówi się, że stoi ona na miejscu, gdzie była wcześniej rzymska świątynia Junony. Katedra jest najbardziej znana z wybitnego malarstwa iluzjonistycznego (trompe l’oeil), wykonanego na suficie świątyni, a przedstawiającego wnętrze kopuły, która nigdy nie została zbudowana[20].
- Kościół św. Józefa – stary kościół zbudowany w roku 1625, w miejscu XI-wiecznej kaplicy[20].
- Kaplica św. Barbary w murach – kaplica zbudowana na początku XVII w. Pochowany jest tutaj syn znanego architekta Girolamo Cassara – Vittorio Cassar, również architekt[20].
- Budynek sądów (Courts of Justice) – instytucje sądowe znajdują się w byłym Pałacu Gubernatora, pochodzącym z początku XVI wieku.
- Budynek starego więzienia – byłe więzienie, używane od XVI w. do roku 1962. Teraz otwarte do zwiedzania, jako muzeum[21].
- Muzeum Archeologii Gozo (Gozo Museum of Archaeology) – muzeum poświęcone historii i archeologii Gozo od prehistorii do czasów Średniowiecza[22].
- Muzeum Historii Naturalnej Gozo (Gozo Nature Museum) – muzeum poświęcone geografii, geologii i przyrodzie Gozo.
- Muzeum Folkloru (Folklore Museum) – muzeum poświęcone folklorowi Gozo. Mieści się w kilku XVI-wiecznych budynkach[23].